# Дах живота
Дах живота (енгл. Breathe) је биографски филм из 2017. године, у режији Ендија Серкиса, по сценарију Вилијама Николсона. Главне улоге глуме: Ендру Гарфилд, Клер Фој, Том Холандер и Хју Боневил. Говори о Робину Кевендишу, који је у 28. години био парализован од врата надоле од дечје парализе.
Премијерно је приказан 11. септембра 2011. године на Филмском фестивалу у Торонту, док је 13. октобра пуштен у биоскопе у САД, 27. октобра у Уједињеном Краљевству, а 14. децембра у Србији. Добио је помешане рецензије критичара. Критичари су похвалили режију Серкиса и глуму Гарфилда и Фојеве, али су поједини сматрали да је превише изражена љубавна прича, уместо да се усредсређује на Кевендишов инвалидитет, те животе њега и његове породице.

## Радња
Инспиративна истинита прича о Робину и Дајани Кевендиш, авантуристичком пару чији се живот промени када Робину у 28. години дијагностикују парализу. Он је тада осуђен на болнички кревет и тек неколико месеци живота. Уз помоћ Дајанине браће и револуционарног изумитеља Тедија Хола, Робин и Дајана одбијају да ограниче свој начин живота и крећу у борбу — притом одгајајући свога сина, путујући и помажући другим пацијентима са сличном дијагнозом.

## Улоге
| Глумац           | Улога             |
| ---------------- | ----------------- |
| Ендру Гарфилд    | Робин Кевендиш    |
| Клер Фој         | Дајана Кевендиш   |
| Дин-Чарлс Чапман | Џонатан Кевендиш  |
| Том Холандер     | Блогс Блекер      |
| Том Холандер     | Дејвид Блекер     |
| Хју Боневил      | Теди Хол          |
| Бен Лојд Хјуз    | др Дон Маквин     |
| Ед Спелирс       | Колин Кембел      |
| Стивен О’Донел   | Хари Тенисон      |
| Миранда Рејсон   | Мери Донеј        |
| Стивен Манган    | др Клемент Ејткен |
| Џонатан Хајд     | др Антвисл        |
| Амит Шах         | др Кан            |
| Пени Дауни       | Тид               |
| Дајана Риг       | леди Невил        |